# Università di Namur
L'Università di Namur (UNamur, precedentemente chiamata "Facultés Universitaires Notre-Dame de la Paix" ossia Facoltà Universitarie Nostra Signora della Pace, abbreviata FUNDP) è un'università situata a Namur, capoluogo della Vallonia, una delle tre regioni che compongono il Belgio. Fondata nel 1831 dai gesuiti della Compagnia di Gesù, l'università era inizialmente una scuola superiore, situata negli stabilimenti della abbazia benedettina Paix-Notre-Dame.
In questa scuola venne istituita una formazione di filosofia speculativa, accessibile dopo l'ultimo anno di scuola, il cui numero di studenti non superava i nove elementi nel 1832. Progressivamente, la funzione di scuola superiore venne abbandonata a favore dello sviluppo della formazione universitaria in più facoltà.
Oggi l'Università di Namur comprende più di 6700 studenti. Malgrado le sue dimensioni modeste, il numero di iscritti è in costate aumento, grazie alla buona reputazione della quale gode fra i giovani.
L'UNamur comprende sei facoltà:
1. Facoltà di Lettere e Filosofia
2. Facoltà di Diritto[2]
3. Facoltà di Scienze economiche, Sociali e di Ingegneria gestionale
4. Facotà d'Informatica
5. Facoltà di Scienze e Medicina Veterinaria
6. Facoltà di Medicina

## Storia dell'università
Le Facoltà Universitarie Nostra Signora della Pace sono state fondate nel 1831 dalla Compagnia di Gesù quando i gesuiti poterono riaprire un loro collegio in città (fino alla loro soppressione nel 1773 avevano un grande collegio presso la loro chiesa dedicata a Sant'Ignazio, oggi chiesa di San Lupo), e più precisamente dal prete fiammingo Herman Meganck (Nevele, 20 novembre 1792 - Lovanio, 24 agosto 1853). Presero il nome dall'ex abbazia benedettina dentro cui fu aperto questo nuovo collegio. Furono abilitate solo nel 1926 a rilasciare diplomi di laurea a loro nome, e a causa del numero ridotto dei loro studenti (meno di 500 alunni), non usufruirono di finanziamenti pubblici.
Nel 1948, le Facoltà diventano un'associazione senza scopo di lucro, e ricevono qualche sovvenzione statale. Negli anni sessanta poterono iniziare dei grandi lavori di ampliamento. Fra la fine degli anni sessanta e l'inizio degli anni settanta, il numero degli studenti aumenta rapidamente: 500 nel 1960, oltre 2000 nel 1975.
Il 29 giugno 2004, le FUNDP diventano membri dell'Accademia di Lovanio, una rete universitaria allora composta dalle quattro università cattoliche francofone belghe: 
- le FUCaM (Facoltà Universitarie Cattoliche di Mons),
- le FUNDP,
- le FUSL (Facoltà Universitarie San Luigi, oggi Università San Luigi - Bruxelles)
- l'UCL (Università Cattolica di Lovanio).

Il 17 dicembre 2010, per rifiuto delle Facoltà Universitarie Nostra Signora della Pace, le negoziazioni iniziate il 12 marzo 2007 per fondere gli stabilimenti precedentemente citati in un'unica università vengono interrotte. Solo le FUCaM, nel 2012, diverranno parte integrante dell'UCL, con il nome di UCL-Mons.
Dal 2010, il rettore non è più un membro della comunità gesuita, ma un professore laico. L'università conserva tuttavia una tradizione cattolica, ancora percepibile in alcuni articoli del regolamento. Ad esempio, gli alloggi per studenti messi a disposizione conservano per la maggior parte la divisione tra maschi e femmine.
All'occasione del nuovo anno accademico, il 15 settembre 2012, le Facultés Universitaires Notre-Dame de la Paix cambiano nome in Université de Namur. L'anno successivo entra in vigore un nuovo logo, rappresentante un libro aperto con le lettere U e N scritte sulle due pagine aperte, e il sole della Compagnia di Gesù in filigrana, dietro la N. Le due pagine sono rispettivamente verde e grigia, simbolo del futuro e dell'ecologia ma anche della tutela delle tradizioni.
Alla fine di settembre 2014, l'Accademia di Lovanio viene sciolta a favore della creazione di un polo accademico provinciale, come richiesto dalla riforma degli studi superiori voluta dal ministro della comunità francofona del Belgio, Jean-Claude Marcourt. Il Pole académique de Namur viene inaugurato a metà ottobre dello stesso anno, e riunisce tutti gli istituti superiori della provincia.
7 istituti di promozione sociale:
- l'Ecole industrielle et commerciale de la Ville de Namur (EICVN)
- l'Ecole supérieure des affaires de Namur (ESA)
- l'Institut d'enseignement de promotion sociale de la Communauté française (IEPSCF-Cadets)
- l'Institut d'enseignement de promotion sociale de la Communauté française (IESPCF-Cefor)
- l'Institut libre de formation permanente de Namur (ILFoP)
- l'Institut provincial de formation sociale (IPFS)
- l'Institut technique - promotion sociale de Namur (ITN)

1 scuola delle arti:
- l'Institut supérieur de Musique et de Pédagogie (IMEP)

4 grandi scuole:
- la Haute Ecole de Namur-Liège-Luxembourg (HENALLUX)
- la Haute Ecole Albert Jacquard (HEAJ)
- la Haute Ecole de la Province de Namur (HEPN)
- la Haute Ecole Charlemagne (HECh) - ISIa-Gembloux

2 università:
- l'Université de Namur (UNamur)
- l'Université de Liège - Gembloux Agro-Bio Tech (ULg-GxABT)

## Infrastrutture

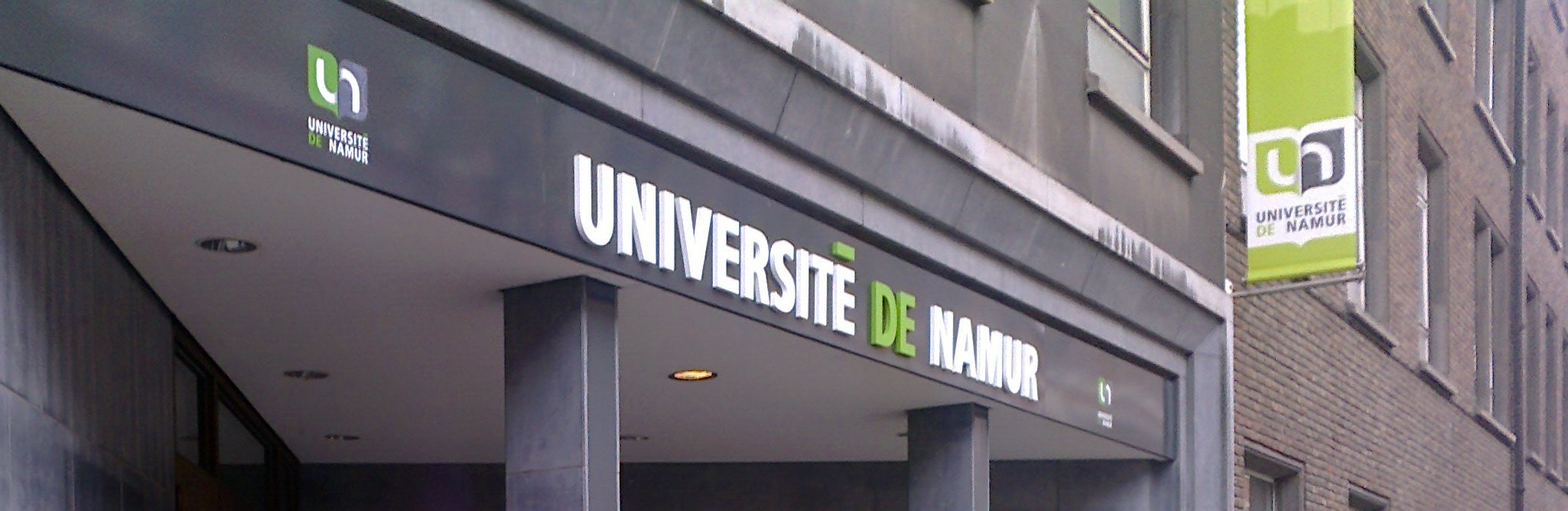
L'ingresso principale dell'università, che dà accesso al settore amministrativo

### Aule
Oltre alle aule proprie ad ogni facoltà, l'UNamur dispone di vari aule principali (per grandezza):
- L'aula Vauban, situata tra la cittadella di Namur e l'Arsenal, e che prende il nome dal celebre architetto di Luigi XIV. Con i suoi 750 posti a sedere, è l'aula universitaria più grande di tutta la regione.
- L'aula Pedro Arrupe, un locale messo a disposizione di tutte le facoltà, ma utilizzato principalmente dalla facoltà di Medicina e di Scienze. Comprende 600 posti, più altri 270 in un locale adiacente (PA02), per un totale di circa 870 posti a sedere.
- L'Adam Smith (420 posti), della facoltà di Scienze Economiche, Sociali e di Gestione, è il terzo per grandezza.
- L'Aula Maior (380 posti), situata nella facoltà di Lettere e Filosofia.
- L'aula Pierre Maon (310 posti), della facoltà di Diritto (Legge).

### Biblioteche Universitarie
Le biblioteche universitarie principali sono tre:
- La Moretus Plantin (BUMP), che contiene oltre 260 000 volumi direttamente accessibili e 800 000 volumi in magazzino,
- La biblioteca del Centro di Documentazione e di Ricerche Religiose (CDRR), situata nella facoltà di Lettere e Filosofia, adesso parte integrante della BUMP,
- La biblioteca della facoltà di diritto, nella quale sono conservati essenzialmente i volumi di legge, ma che rimane accessibile a tutti gli studenti dell'università.

### Ristorante universitario: l'Arsenal
Il ristorante universitario, chiamato Arsenal, è uno stabilimento costruito durante l'occupazione francese di Luigi XIV, e serviva come deposito d'armi. Alla fine degli anni ottanta, diventa proprietà dell'università: da allora, una grossa parte degli studenti lo frequentano.

### Alloggi per studenti
L'UNamur dispone di numerosi alloggi messi a disposizione dei suoi studenti. I due principali sono la "RUE" (Résidence Universitaire pour Etudiants, ossia Residenza Universitaria per Studenti) e la "RUEE" (Résidence Universitaire pour Etudiantes, ossia Residenza Universitaria per Studentesse). Si tratta di due grandi stabilimenti: il primo è situato nello stesso stabile del settore amministrativo dell'università e della facoltà di Lettere e Filosofia, il secondo è un immobile costruito specificatamente nella vicina zona di Salzinnes. In questi due alloggi la separazione tra maschi e femmine è ancora in uso.
Oltre a questi due immobili, che comprendono qualche centinaio di camere, vi sono altri due stabilimenti. Il primo è la Maison Communautaire, situato al civico 75 di rue de Bruxelles, un palazzo di ventidue camere divise su cinque piani, riservato principalmente agli studenti stranieri, e il secondo, l'Espace Universitaire de Jambes, conta qualche decina di camere, ed è situato a Jambes.

### Circoli studenteschi
In molti paesi, fra cui il Belgio, le università dispongono di alcuni locali messi a disposizione dei Circoli Studenteschi. Si tratta essenzialmente di locali di media grandezza nel quale si riuniscono i membri di una stessa facoltà. 

## Formazione
In alcune filiari (specialmente quella di Medicina e quella di Lettere e Filosofia), l'università insegna solamente i primi tre anni di licenza: gli studenti volendo proseguire gli studi altri due anni per il cosiddetto master (che, dopo il Processo di Bologna, è il nome dato agli ultimi due anni che portano al diploma di laurea) devono aderire ad un'altra università.
Seguendo lo schema del 3-2-3 (ossia lo schema che fissa la durata dei tre cicli universitari: tre anni per la licenza, due anni per il master e ancora tre anni per il dottorato), l'UNamur, pur non organizzando il secondo ciclo (ossia il master) in tutte le sue facoltà, organizza in tutti i dipartimenti il dottorato.
Attenzione: tutti i termini ripresi qui sopra sono la traduzione alla lettera di quelli usati in Belgio e altri paesi francofoni per definire determinati tipi di studio. In Italia, alcuni termini non hanno lo stesso significato (ad esempio, il master si effettua dopo il diploma, e non ne è la fase finale).

## Formazione per facoltà
Nota: il master ha una durata di due anni. Dopo il diploma di master, si può effettuare un master breve di un anno. Si tratta del cosiddetto master complementare.

### Facoltà di Lettere e Filosofia
Si tratta della prima facoltà dell'università, ed è l'unica nella quale non è organizzato nessun tipo di master.

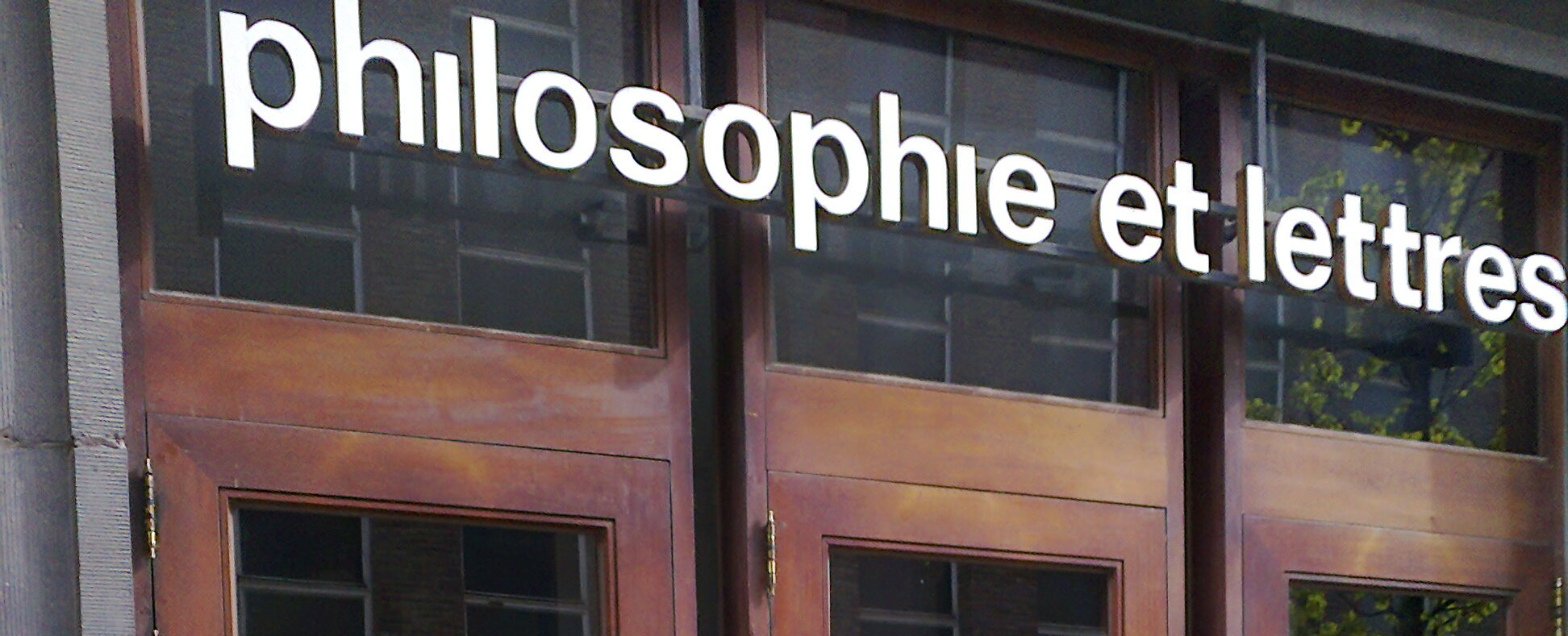
L'ingresso della facolta di Lettere e Filosofia dell'UNamur

Licenza in:
- FilosofiaL'ingresso della facolta di Lettere e Filosofia dell'UNamur
- Storia
- Storia dell'arte e archeologia
- Lingue e letterature classiche
- Lingue e letterature germaniche

### Facoltà di Diritto
Licenza in:
- Diritto

Master in:
- Diritto dell'Uomo (durata: 1 anno)

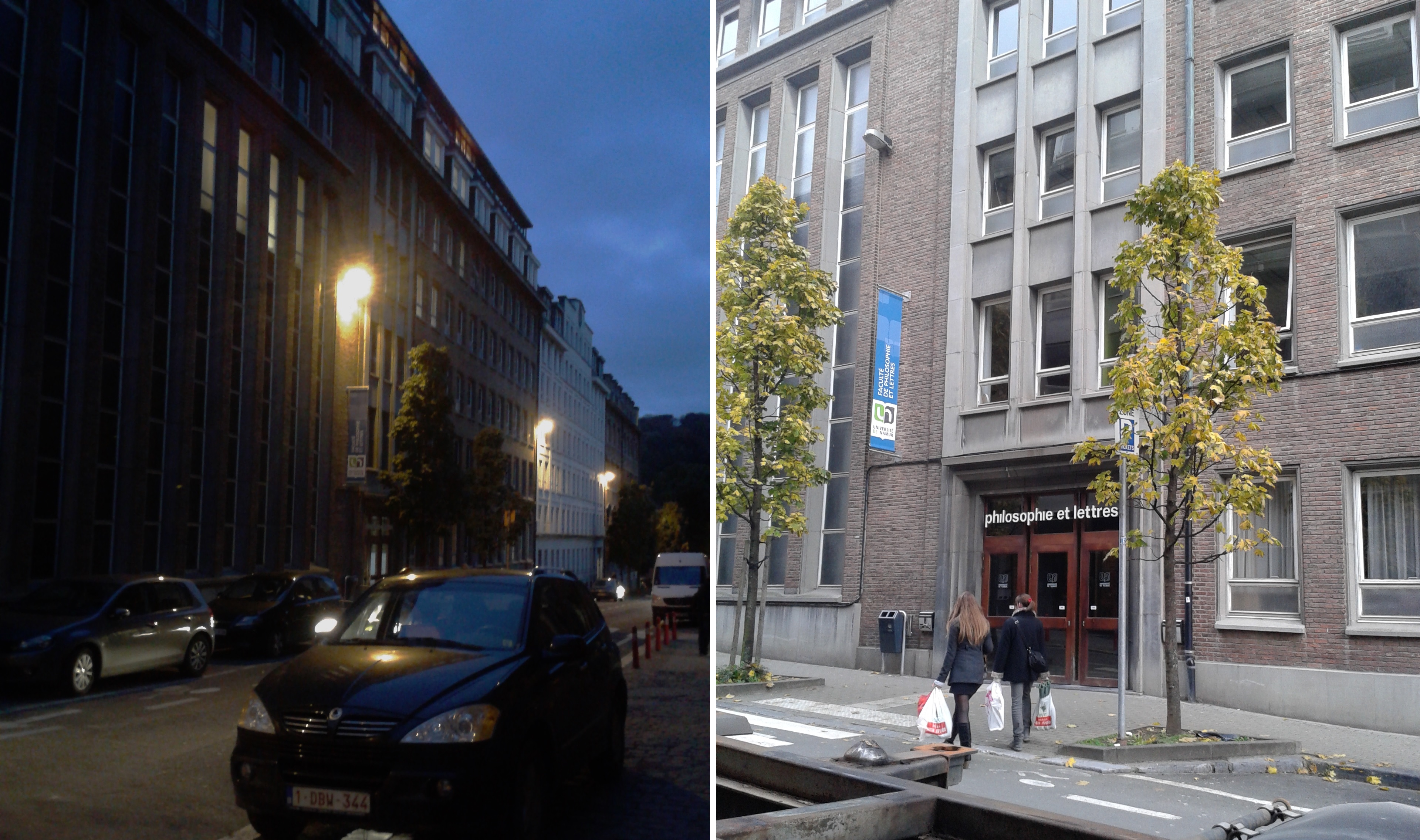
Facoltà di Lettere e Filosofia

- Diritto delle tecnologie della comunicazione e dell'informazione (durata: 1 anno)

### Facoltà di Scienze economiche, sociali e di ingegneria gestionale
Licenza in:
- Scienze economiche
- Scienze gestionali
- Ingegneria gestionale
- Scienze politiche
- Comunicazione

Master in:

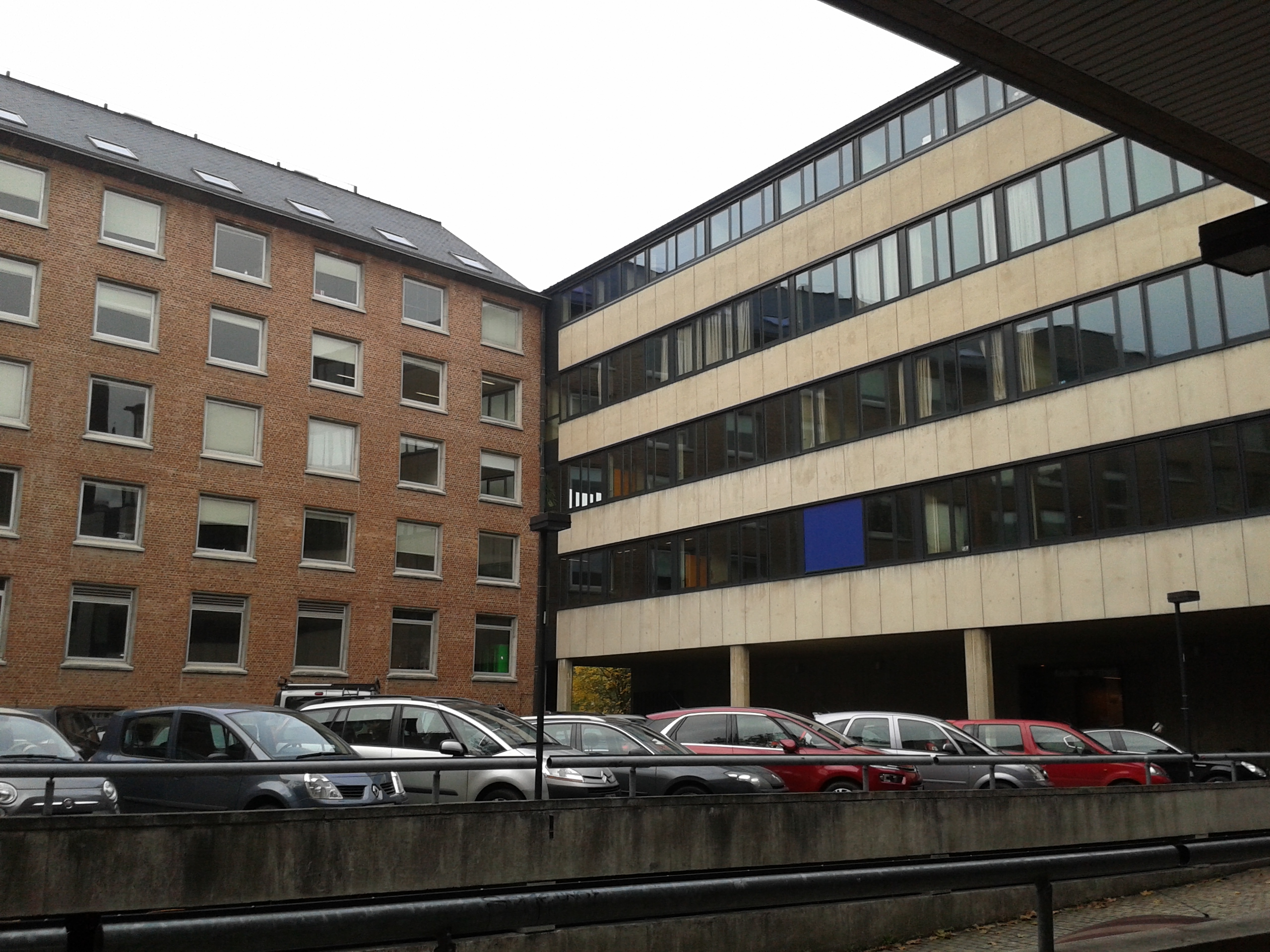
Facoltà di Giurisprudenza (a destra) e di scienze economiche (a sinistra)

- Scienze economiche (durata: 1 o 2 anni)
- Scienze gestionali (durata: 1 o 2 anni)
- Ingegneria gestionale (durata: 2 anni)
- Economia internazionale (durata: 1 anno)

### Facoltà di Scienze e Medicina veterinaria
Licenza in:
- Matematica
- Fisica
- Chimica
- Biologia
- Geologia
- Geografia
- Medicina veterinaria

Master in:
- Matematica (durata: 1 o 2 anni)
- Fisica (durata: 1 o 2 anni)
- Chimica (durata: 1 o 2 anni)
- Biologia (durata: 2 anni)
- Biochimica e biologia molecolare e cellulare (durata: 2 anni)
- Biologia degli organismi ed ecologia (durata: 2 anni)
- Gestione dei trasporti (durata: 1 anno)
- Acquacoltura (durata: 1 anno)

### Facoltà di Informatica
Licenza in:
- Informatica

Master in:
- Informatica (durata: 1 o 2 anni)

### Facoltà di Medicina
Licenza in:
- Medicina
- Scienze biomedicali
- Scienze farmaceutiche

Master in:
- Scienze biomedicali e bioterapia (durata: 2 anni)